# Saurida microlepis
Saurida microlepis är en fiskart som beskrevs av Wu och Wang, 1931. Saurida microlepis ingår i släktet Saurida och familjen Synodontidae. Inga underarter finns listade i Catalogue of Life.